# Calcetto Avezzano
L'Associazione Sportiva Dilettantistica Calcetto Avezzano è una società italiana di calcio a 5 con sede ad Avezzano. Tra le più longeve società di quelle ancora in attività, nella prima metà degli anni novanta ha disputato quattro stagioni di Serie A come Pro Calcetto Avezzano.

## Storia

### I campionati nazionali
La società è stata fondata nel 1984 come Pro Calcetto Avezzano. Le prime stagioni disputate sono quelle più ricche di soddisfazioni; tra i tecnici figura Enzo Trombetta, primo allenatore della nazionale di calcio a 5 dell'Italia. Nella stagione 1989-90 i marsicani partecipano al primo campionato di Serie A della storia, chiudendo al sesto posto il girone B. La Pro Calcetto è ammessa al campionato successivo, il primo a girone unico, nel quale consegue una tranquilla salvezza. 
Nel corso di quegli anni la Pro Calcetto Avezzano riesce ad annoverare tra le sue file giocatori di primo livello nel panorama nazionale, come Mario Patriarca, Corrado Roma, Marco Ciardi ed Emilio Rotondi. 
La permanenza nella massima serie si interrompe al termine della stagione 1992-93 quando la squadra, giunta terzultima in classifica, retrocede in Serie B.
Nell'estate del 1993 il tecnico della nazionale di calcio a 5 Carlo Facchin, ex allenatore dell'Avezzano Calcio, era in procinto di chiamare in azzurro il marsicano Eolo Galano, giovane promessa classe 1969 tragicamente scomparso alla vigilia della convocazione ufficiale.
Gli anni seguenti segnano un lento declino della società, anche a causa della concorrenza di altre realtà cittadine come l'Avezzano Calcio a 5 e il Forza e Coraggio Avezzano.

### I campionati regionali
Nel 2001 la Pro Calcetto retrocede in Serie C, interrompendo così dopo 12 anni la partecipazione ai campionati nazionali. Due anni più tardi, grazie alla fusione con l'Avezzano Calcio a 5, la squadra torna in Serie B, rimanendovi fino al 2007. Nelle stagioni seguenti la squadra – divenuta nel 2012 Calcetto Avezzano – oscilla tra la Serie C1 e la Serie C2, dove milita tuttora.

## Cronistoria
| Cronistoria del Calcetto Avezzano |
| --- |
| - 1984 · Fondazione della Pro Calcetto Avezzano. - 1984-89 · ? - 1989-90 · 6ª nel girone B di Serie A. - 1990-91 · 10ª in Serie A. - 1991-92 · 13ª in Serie A. - 1992-93 · 15ª in Serie A. Retrocessa in Serie B. - 1993-94 · ? - 1994-95 · ? - 1995-96 · ? nel girone ? di Serie B. - 1996-97 · ? nel girone B di Serie B. - 1997-98 · 13ª nel girone C di Serie B. - 1998-99 · 8ª nel girone D di Serie B. Retrocessa in Serie C, viene ripescata. Sconfitta ai play-out. - 1999-00 · 7ª nel girone D di Serie B. 1º turno di Coppa Italia di Serie B. - 2000-01 · ? nel girone D di Serie B. Retrocessa in Serie C. Sconfitta ai play-out. - 2001-02 · ? - 2002-03 · ? - 2003 · Incorpora l'Avezzano C5. - 2003-04 · 8ª nel girone D di Serie B. 1ª fase di Coppa Italia di Serie B. - 2004-05 · 7ª nel girone D di Serie B. Sedicesimi di finale di Coppa Italia di Serie B. - 2005-06 · 13ª nel girone D di Serie B. Retrocessa in Serie C1, viene ripescata. - 2006-07 · 12ª nel girone D di Serie B. Retrocessa in Serie C1. Sedicesimi di finale di Coppa Italia di Serie B. - 2007-08 · 14ª in Serie C1. Retrocessa in Serie C2. Sconfitta ai play-out. - 2008-09 · 6ª nel girone A di Serie C2. - 2009-10 · 2ª nel girone A di Serie C2. Ripescata in Serie C1. Finalista play-off promozione. - 2010-11 · 15ª in Serie C1. Retrocessa in Serie C2. Sconfitta ai play-out. - 2011-12 · 5ª nel girone A di Serie C2. 1º turno play-off promozione. - 2012 · Assume la denominazione Calcetto Avezzano. - 2012-13 · 3ª nel girone A di Serie C2. Semifinalista play-off promozione. - 2013-14 · 4ª nel girone A di Serie C2. - 2014-15 · 5ª nel girone A di Serie C2. - 2015-16 · 6ª nel girone A di Serie C2. - 2016-17 · 4ª nel girone A di Serie C2. Semifinalista play-off promozione. - 2017-18 · 5ª nel girone A di Serie C2. - 2018-19 · 2ª nel girone A di Serie C2. - 2019-20 · 4ª nel girone A di Serie C2 (1ª fase), 5ª nel girone E (2ª fase). |